# Prefektura Tottori

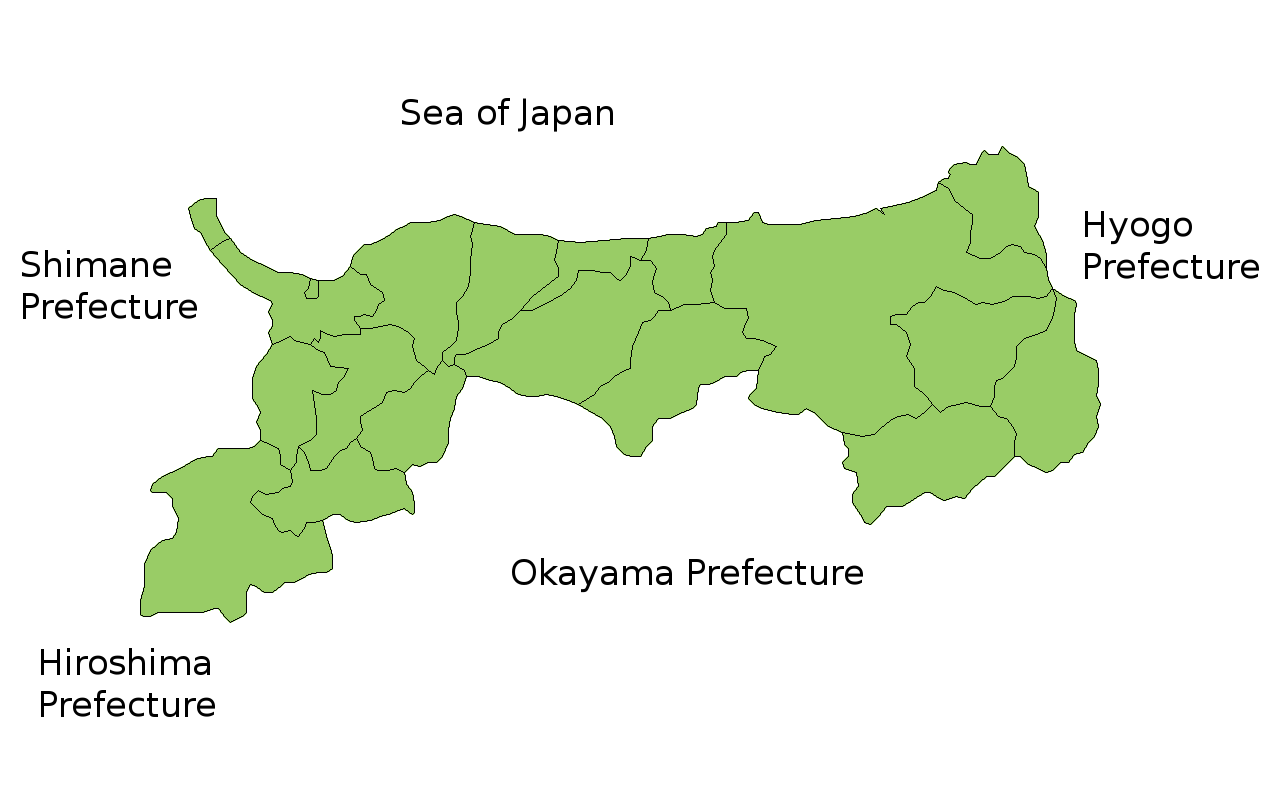
Mapa prefektury Tottori

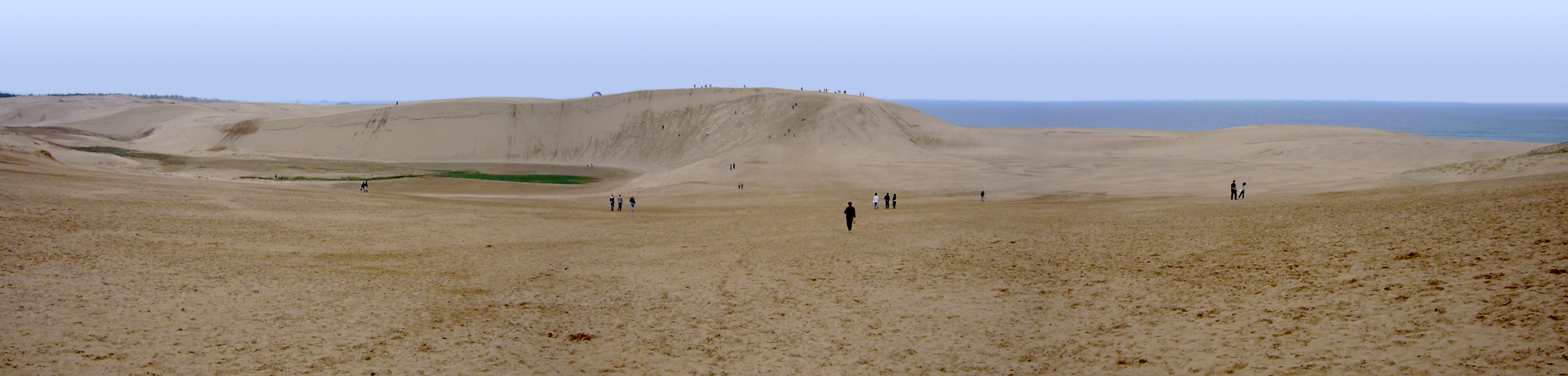
Písečné duny v Tottori

Vlajka prefektury

Prefektura Tottori (japonsky 鳥取県, Tottori-ken) je jednou ze 47 prefektur Japonska. Nachází se v regionu Čúgoku na ostrově Honšú. Hlavním městem je Tottori. Je to prefektura s nejmenším počtem obyvatel.
Prefektura má rozlohu 3 507,21 km² a k 1. dubna 2007 měla 600 209 obyvatel.

## Geografie

### Města
V prefektuře Tottori leží 4 velká města (市, ši):
- Jonago (米子)
- Kurajoši (倉吉)
- Sakaiminato (境港)
- Tottori (鳥取 hlavní město)

## Ekonomika
Hospodářství prefektury je silně závislé na zemědělství a rybolovu. Po celém Japonsku jsou proslulé zdejší hrušky naši.

## Zajímavosti
V prefektuře se nacházejí písečné duny (鳥取砂丘, Tottori sakjú), které tvoří jedinou japonskou poušť.